# Арени
Арени (ароматични угљоводоници) су циклични угљоводоници који се по свом хемијском понашању разликују од алифатичних угљоводоника.
Најпростији ароматични угљоводоник је бензен. Арени са алкил групама граде толуене и ксилене.

## Хемијско понашање
На основу молекулске формуле може се претпоставити да су арени веома незасићени угљоводоници и да имају особине сличне алкенима. Ипак арени за разлику од алкена не реагују са реагенсима као што су HCl, разблажени , бром. 
- {\displaystyle C_{6}H_{6}+HCl\longrightarrow } Не реагује
- {\displaystyle C_{6}H_{6}+Br_{2}\longrightarrow } Не реагује
- {\displaystyle C_{6}H_{6}+KMnO_{4}\longrightarrow } Не реагује

Али ако се смеши бензена и брома додају опиљци гвожђа долази до реакције при којој се ослобађа , а водоников атом бензена се замењује бромом.
- {\displaystyle C_{6}H_{6}+Br_{2}\longrightarrow C_{6}H_{5}Br+HBr}

Бензен не реагује са оксидационим средствима:
- {\displaystyle C_{6}H_{6}+KMnO_{4}\longrightarrow } Не реагује

Арени подлежу супституционим реакцијама. При овом реакцијама добија се само један моносупстициони производ.

## Номенклатура арена
Као и сви други угљоводоници арени граде хомологни ред. Чланови хомологног реда добијају имена или као деривати бензена или имају уобичајена имена.
|  |  | толуен |  |  |  |  |  |  |  |  |  |  |  |  |  |  |  | етилбензен |
|  |  | ------ |  |  |  |  |  |  |  |  |  |  |  |  |  |  |  | ---------- |

Ако су за бензенов прстен везане две групе њихови положаји се означавају као orto (или o-) за 1,2 положај, као meta (или m-) за 1,3 положај и као para (или p-) за 1,4 положај.
Супституисани бензенов прстен се обележава бројевима тако да су групе везане прстен означене најмањим могућим бројем.
Једновалентне угљоводоничне групе ароматичних угљоводоника које се изводе одузимањем једног водониковог атома везаног за прстен. општим именом се називају арил-групе а обележавају се са Ar-.

## Налажење и добијање арена
Бензен и његове хомологе налазе се у нафти. Њихова количина зависи од врсте нафте и они се из нафте издвајају фракционом дестилацијом.
Сем нафте арени се добијају и из угља. Његовим загревањем на високим температурама без присуства ваздуха долази до разлагања и добијају се разни производи међу којима и катран каменог угља који представља смешу арена и других ароматичних једињења.
У скорије време због велике потражње арена они се производе из алифатичних угљоводоника (циклоалкана и алкана) циклизацијом или дехидрогеновањем у присуству катализатора на повишеној температури (преко 550 °C).
{\displaystyle CH_{3}(CH_{2})_{5}CH_{3}\longrightarrow C_{6}H_{11}CH_{3}} → 

## Физичке особине
Налазе се углавном у чврстом или течном агрегатном стању. Течни су доста запаљиви. Нерастворљиви су у води и лакши од исте. На људски организам имају штетно дејство.